# 福島克彦
福島 克彦（ふくしま かつひこ、1965年 - ）は、日本の歴史家。京都府乙訓郡大山崎町歴史資料館館長。専門は日本中世都市史、城郭史。

## 略歴
1965年、兵庫県生まれ。1988年、立命館大学文学部史学科西洋史学専攻卒業。1988年から1992年まで、愛知県立知多高等学校教諭。その後、大山崎町歴史資料館学芸員、同館館長。
京都府綴喜郡田辺町（現在の京田辺市）で過ごした中学生時代、福島は戦国史に興味を抱く。城跡を回っていたところ、ある教師から城について「所詮は権力者の歴史だろう？」と問いかけられた。当時は歴史教育高揚期で、南山城地域の中学・高校の教師らは山城国一揆などの地域史の教材化を進めていた頃だったが、これ以来福島は彼らに対し反発と敬意を抱き続けたという。
学生時代より福島は城郭談話会に属し、仁木宏を中心とする前近代都市史研究会等で都市論を学んだ。

## 著書

### 単著
- 『畿内・近国の戦国合戦』吉川弘文館〈戦争の日本史11〉、2009年。
- 『明智光秀と近江・丹波 分国支配から「本能寺の変」へ』サンライズ出版〈淡海文庫〉、2019年。
- 『明智光秀 織田政権の司令塔』中央公論新社〈中公新書〉、2020年。

### 共編著
- 『近畿の名城を歩く 大阪・兵庫・和歌山編』仁木宏共編、吉川弘文館、2015年。
- 『近畿の名城を歩く 滋賀・京都・奈良編』仁木宏共編、吉川弘文館、2015年。
- 『明智光秀 史料で読む戦国史』藤田達生共編、八木書店、2015年。